# Silverado Resort (Kalifornija)
Silverado Resort je naseljeno područje za statističke svrhe u američkoj saveznoj državi Kalifornija. Prema popisu stanovništva iz 2010. u njemu je živjelo 1.095 stanovnika.